# Francesc Pi i Sunyer
Francesc Pi i Sunyer (Roses, Alt Empordà 6 d'abril de 1857 - 1907) fou un metge i polític català, fill de Josep Pi i Comas i Maria Sunyer i Capdevila. Era germà del també metge Jaume Pi i Sunyer i del polític republicà Pere Pi i Sunyer.
Germà de Pere i de Jaume Pi i Sunyer i nebot de Francesc Sunyer i Capdevila, estava casat amb Júlia Sunyer Quintana, filla de Francesc Sunyer. Va exercir la medicina com oftalmòleg a Barcelona.
Del partit republicà federal, col·laborà a El Nuevo Régimen de Madrid i a El Federal de València. Encapçalà l'escissió procatalanista denominada Catalunya Federal, però aviat tornà a la disciplina del partit. Presidí el consell federal regional i el 1904 fou elegit diputat provincial per Sabadell i Terrassa. El 1906 s'adherí a Solidaritat Catalana. És autor d'El problema catalán (1906). Va ser nomenat membre de la Reial Acadèmia de Medicina de Catalunya el 1904.